# Чагарниця реліктова
Чагарни́ця реліктова (Trochalopteron ngoclinhense) — вид горобцеподібних птахів родини Leiothrichidae. Ендемік В'єтнаму.

## Опис
Довжина птаха становить 26 см. Верхня частина голови каштанова, від дзьоба до очей ідуть чорні смуги, скроні сірі. Спина і надхвістя каштанові з легким оливковим відтінком. Хвіст оливково-коричневий із золотистим відтінком. Крила чорно-золоті. Крильця золоті. Покривні пера крил оливково-зелені з каштановими кінчиками.

## Поширення і екологія
Реліктові чагарниці мешкають на схилах гір Нгоклінь і Нгок Бок в провінції Контум у центральному В'єтнамі. Вони живуть у вологих гірських тропічних лісах. Зустрічаються на висоті від 1480 до 2200 м над рівнем моря.

## Збереження
МСОП класифікує цей вид як такий, що перебуває під загрозою зникнення. За оцінками дослідників, популяція реліктових чагарниць становить від 1500 до 4000 птахів. Їм загрожує знищення природного середовища.